# Суперкубок Мальдівів з футболу 2021
Суперкубок Мальдівів з футболу 2021  — 12-й розіграш турніру. Матч відбувся 3 січня 2022 року між чемпіоном Мальдівів клубом Мазія та віце-чемпіоном Мальдівів клубом Валенсія.
| Володар Суперкубка Мальдівів 2021 |
| --------------------------------- |
|                                   |
| Мазія Четвертий титул             |

## Матч

### Деталі
| 3 січня 2022 18:00 (EEST) |

| Мазія                                              | 5:0      | Валенсія |
| -------------------------------------------------- | -------- | -------- |
| Айсам 5' Хассан 16' Стюарт 39' Хамза 56' Ніхан 59' | Протокол |          |

| Національний стадіон, Мале |